# 王汝安
王汝安（1510年—？），字子樂，直隸保定府雄縣人，軍籍，明朝政治人物。

## 生平
嘉靖二十二年（1543年）癸卯科順天府鄉試第四名舉人。嘉靖二十九年（1550年）中式庚戌科會試第一百八十七名，三甲第一百零九名進士。

## 家族
曾祖王明；祖父王倫；父王舉，母李氏。具庆下。